# Poolbillard-Jugendeuropameisterschaft 1997
Die Poolbillard-Jugendeuropameisterschaft 1997 war die 17. Austragung der von der European Pocket Billiard Federation veranstalteten Jugend-Kontinentalmeisterschaft im Poolbillard. Sie fand in Helsinki statt.
Ausgespielt wurden die Disziplinen 14/1 endlos, 8-Ball und 9-Ball sowie Mannschafts-Wettbewerbe in den Kategorien Junioren und Schüler. Bei den Juniorinnen wurden 9-Ball und erstmals auch 8-Ball gespielt.

## Medaillengewinner
| Disziplin              | Gold              | Silber          | Bronze                             |        |
| ---------------------- | ----------------- | --------------- | ---------------------------------- | ------ |
| Junioren – 14/1 endlos | Thorsten Hohmann  | Mick Hill       | Nick van den Berg Lauritzen        | [ 1 ]  |
| Junioren – 8-Ball      | Thorsten Hohmann  | Radosław Babica | J. Palmqvist A. Schlatte           | [ 2 ]  |
| Junioren – 9-Ball      | Thomas Seiffert   | Dirk Reder      | Joel Kartowikromo Thomas Palmquist | [ 3 ]  |
| Junioren-Mannschaft    | Deutschland       | Polen           | Slowakei Dänemark                  | [ 4 ]  |
| Schüler – 14/1 endlos  | Christian Weigoni | John Vassalos   | Erik Weiselius Jörn Kaplan         | [ 5 ]  |
| Schüler – 8-Ball       | Palle Magnusson   | Erik Weiselius  | Jaeger Szywala                     | [ 6 ]  |
| Schüler – 9-Ball       | John Vassalos     | Dimitri Jungo   | Marco Tschudi Jörn Kaplan          | [ 7 ]  |
| Schüler-Mannschaft     | Deutschland       | Österreich      | Norwegen Griechenland              | [ 8 ]  |
| Juniorinnen – 8-Ball   | Janine Schwan     | Sandra Boelens  | Tjeusvoll Latzer                   | [ 9 ]  |
| Juniorinnen – 9-Ball   | Sandra Boelens    | Janine Schwan   | Tjeusvoll Veronika Hubrtova        | [ 10 ] |